# Congruence de carrés
En arithmétique modulaire, une congruence de carrés modulo un entier naturel n est une équation de la forme
{\displaystyle x^{2}\equiv y^{2}{\pmod {n}}\qquad {\hbox{avec}}\qquad x\not \equiv \pm y{\pmod {n}}.}

## Utilisation
Une telle équation apporte des informations utiles pour essayer de factoriser l'entier n. En effet,
{\displaystyle x^{2}\equiv y^{2}{\pmod {n}}\quad \Rightarrow \quad x^{2}-y^{2}\equiv 0{\pmod {n}}\quad \Rightarrow \quad (x+y)(x-y)\equiv 0{\pmod {n}}.}
Ceci veut dire que n divise le produit (x + y)(x − y) mais ne divise aucun des deux facteurs x + y et x − y, donc x + y et x − y contiennent tous les deux des diviseurs propres de n, que l'on trouve en calculant les PGCD de (x + y, n) et de (x − y, n). La difficulté n'est donc pas d'exploiter une telle congruence mais d'en trouver une, c'est-à-dire de trouver un tel couple (x, y).
Ce type de congruence est un prolongement de la méthode de factorisation de Fermat. Il est utilisé dans de nombreuses méthodes de factorisation comme le crible quadratique, le crible algébrique et la factorisation de Dixon. Cette approche de la factorisation montre aussi que le problème de la factorisation de n peut être réduit au problème de recherche de racines carrées modulo n.

## Exemple
Soit n = 35. On a
{\displaystyle \textstyle 6^{2}\equiv 36\equiv 1\equiv 1^{2}{\pmod {n}}\qquad {\hbox{mais}}\qquad 6\not \equiv \pm 1{\pmod {n}}.}
Ceci permet de factoriser 35 sous forme du produit de pgcd(6 − 1, 35) = 5 par pgcd(6 + 1, 35) = 7.

## Article lié
- Factorisation par fraction continue